# Lophyrocera pretendens
Lophyrocera pretendens är en stekelart som först beskrevs av Walker 1862.  Lophyrocera pretendens ingår i släktet Lophyrocera och familjen Eucharitidae. Inga underarter finns listade i Catalogue of Life.